# Eesti Skautide Ühing
Eesti Skautide Ühing (Estonian Scout Association, ESÜ) är det enda scoutförbundet i Estland som är medlemmar i World Organization of the Scout Movement (WOSM) och grundades 1995. Förbundet tillåter medlemmar av bägge könen.

## Historia
Scouting i Estland började redan 1912, då det startades en scoutkår i Pärnu. Då Estland under denna tid tillhörde Ryssland blev de första scoutkårerna medlemmar i den ryska scoutorganisationen, Русский Скаут. 
Estland vart självständigt från Ryssland 1918, och i mars 1921 samlades scouter från hela Estland i Tartu för att bilda landets första egna scoutförbund, The Estonian Boy Scout Association. 
Förbundet var även med i bildandet av World Organisation of the Scout Movement.
1939 ockuperades Estland av Sovjetunionen, som 1940 förbjöd scouting. Förbundet tvångsupplöstes, och många av dess medlemmar flydde över till andra länder, bland annat till Sverige där ett antal estniska scoutkårer startades, bland annat i Sveriges scoutförbund. 
När Sovjetunionen upplöstes 1991, och Estland återigen blev självständigt, fick scouting en nystart. Eesti Skautide Ühing grundades 1995, och blev medlemmar i World Organisation of the Scout Movement 1996.

## Organisation
År 2007 hade ESÜ 1 337 medlemmar, och i förbundet finns ungefär 15 scoutkårer. De flesta kårer finns i närheten av storstäderna.

## Scoutideologi

### Valspråk och lösen
Ole Valmis! - Var redo!

### Scoutlöfte
Tõotan pühalikult püüda teha parimat, et austada Jumalat, täita kohust Eesti, mu isamaa ees, aidata kaasinimest ja järgida skaudiseadusi.
Jag lovar högtidligt att göra det bästa, för att hedra Gud, för att fullgöra min plikt för Estland, för mitt fosterland, för att hjälpa andra och utöva scoutlagen.

### Scoutlagen
1. Skaut on usaldatav - En scout är pålitlig
2. Skaut on truu - En scout är trofast
3. Skaut on abivalmis - En scout är hjälpsam
4. Skaut on sõbralik ja rõõmus - En scout är vänlig och glad
5. Skaut on viisakas - En scout är artig
6. Skaut on looduse sõber - En scout är vän med naturen
7. Skaut austab ennast ja teisi - En scout visar hänsyn för sig själv och andra
8. Skaut on sihikindel ja visa - En scout är ihärdig och målmedveten
9. Skaut on kokkuhoidlik ja töökas - En scout är sparsam och arbetsam
10. Skaut on puhas mõttes, sõnas ja teos - En scout är ren i tanke, ord och handling

## Tagametsa
Tagametsa  är ESÜ:s enda förbundsanläggning, som samägs med det estniska flickscoutförbundet Eesti Gaidide Liidu. Lägerområdet ligger cirka två mil söder om Türi. På området arrangeras för det mesta scoutläger, men ett flertal Jamborees har även ägt rum där.